# Garnelenpaste

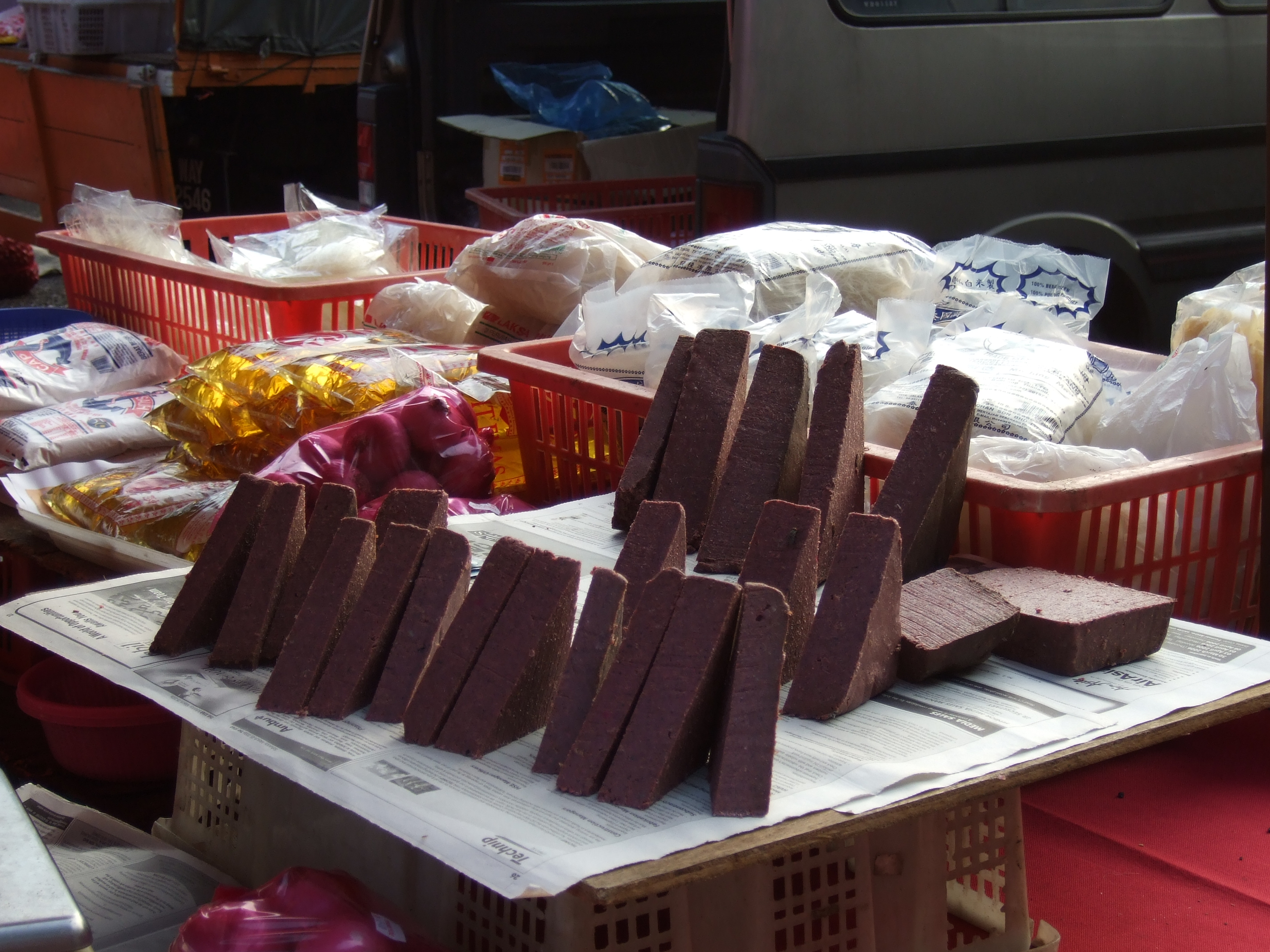
Belachan zu Blöcken gepresst, auf einem Markt in Malaysia

Garnelenpaste ist eine in der asiatischen Küche häufig verwendete Würzpaste, die aus fermentierten kleinen Garnelen besteht. Die Garnelenpaste ist in den verschiedenen Ländern Asiens, in denen sie verwendet wird, unter unterschiedlichen Namen bekannt. In Südostasien wird es häufig in Dosen als "Shrimp Paste" verkauft. Shrimp ist die englische Bezeichnung für Garnele, daher gibt es zwischen Shrimppaste und Garnelenpaste keinen Unterschied. 

## Herstellung

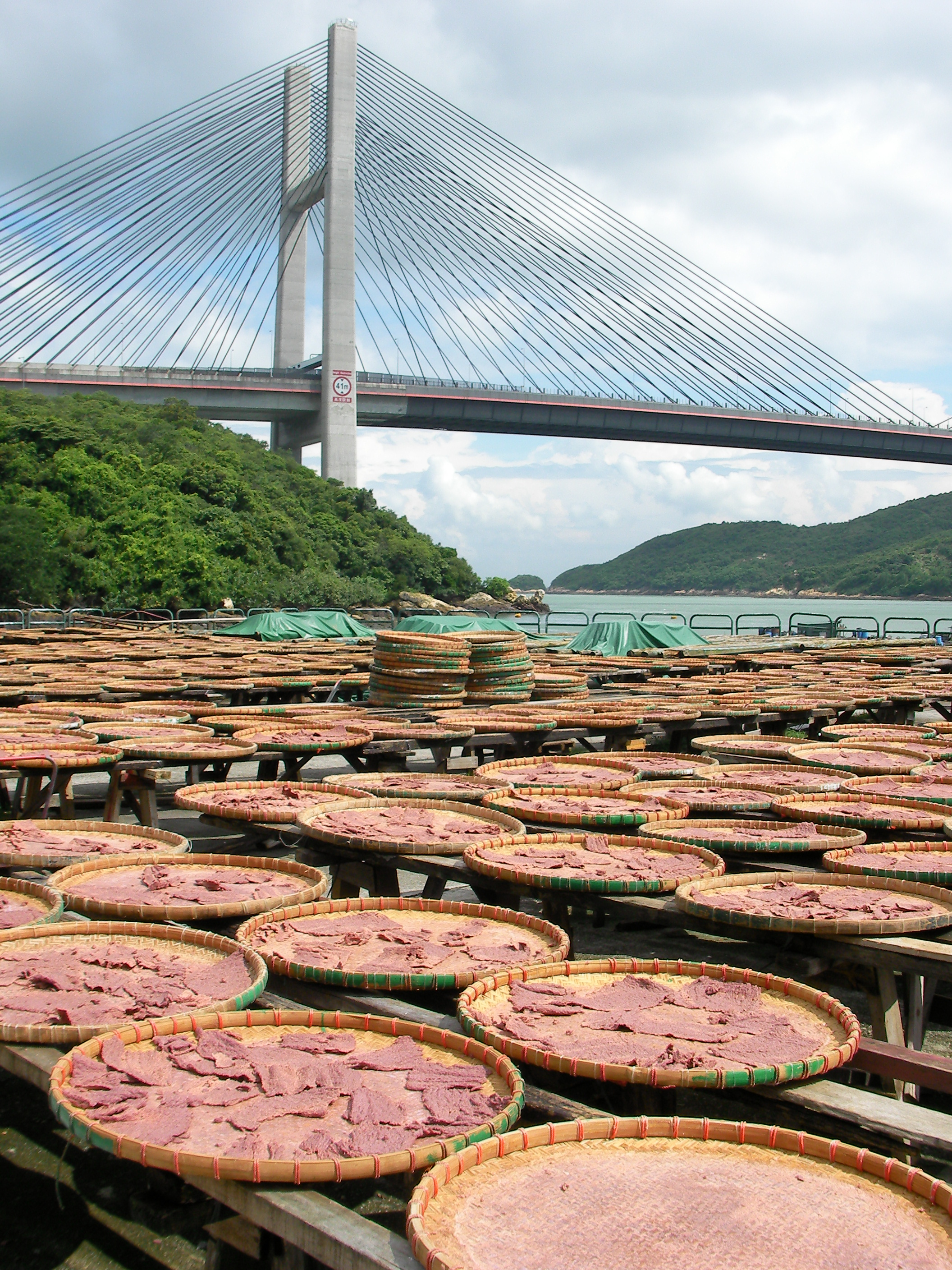
Garnelenpaste beim Trocknen unter freiem Himmel in Hongkong

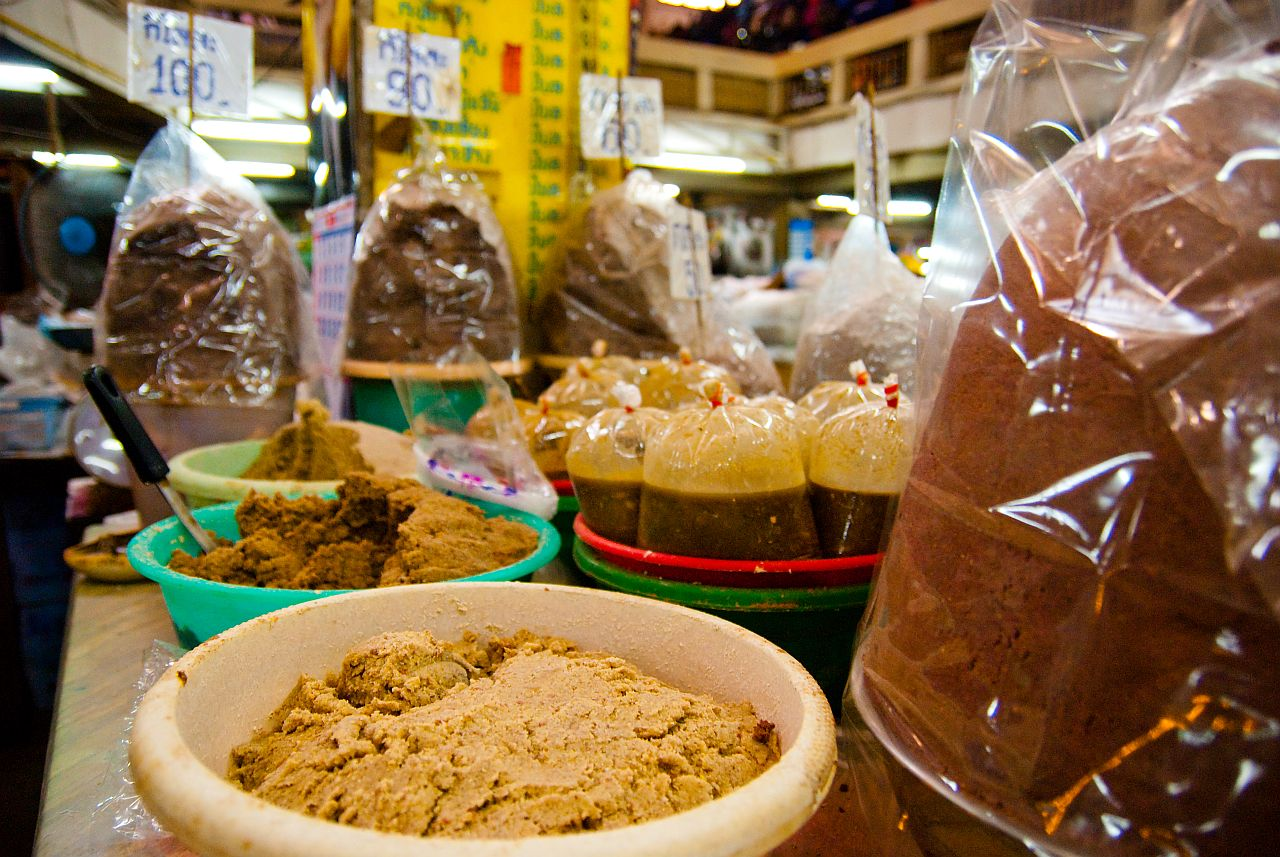
Frisches thailändisches Kapi in Schüsseln auf einem Markt in Chiang Mai, Thailand

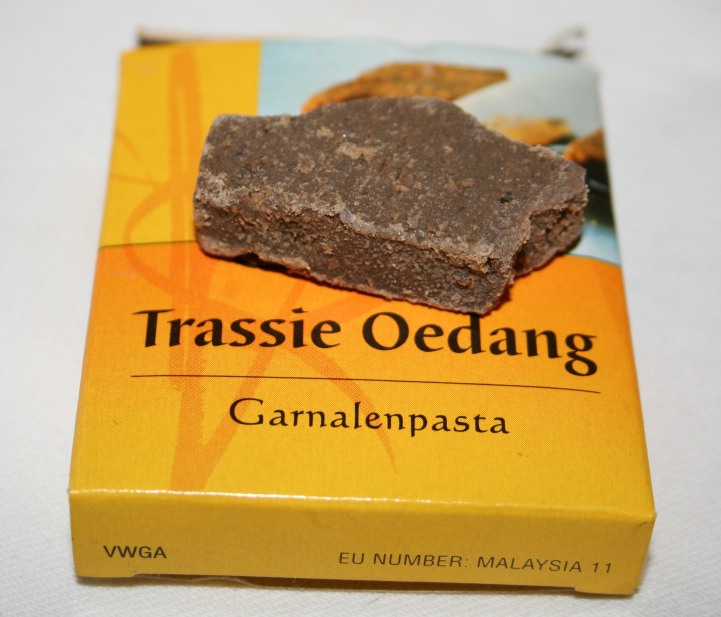
Industriell hergestellte indonesische Terasi in einem niederländischen Supermarkt.

Es gibt verschiedene Zubereitungsmethoden für die Garnelenpaste. In China und vielen südostasiatischen Ländern werden die frischen Garnelen zunächst stark gesalzen und einige Tage in der Sonne getrocknet, bis ein dicker, dunkler Brei daraus entsteht. Dieser Fermentationsprozess wird üblicherweise einige Male wiederholt, bis die Paste voll ausgereift ist. Die Paste wird dann getrocknet und zum Verkauf in Blöcke geschnitten. Fertige Garnelenpaste wird in vielen Geschäften mit unterschiedlichen Geschmacksrichtungen angeboten.
In Malaysia werden zur Herstellung des Belachans frische kleine Garnelen der Art „Gerago“ erst zu einer Paste gestampft und dann für mehrere Monate im Boden vergraben. Nach der Fermentierung wird die Garnelenpaste wieder ausgegraben, frittiert und zu Kuchen gepresst.
Die fertige Paste besteht schließlich zu etwa 85 % aus Garnelen und zu 15 % aus Salz.

## Verwendung
Die Garnelenpaste hat einen extrem würzigen Geschmack und Geruch, der – wenn man mit dem Gewürz nicht vertraut ist – sogar als abstoßend empfunden werden kann. In Indonesien, Kambodscha, Laos, Malaysia, Myanmar, Thailand, Vietnam und auf den Philippinen ist die Garnelenpaste jedoch ein essentieller Bestandteil in vielen Gerichten, so zum Beispiel in Currys oder in Saucen (Sambals), die als Dip zu Fisch und Gemüse gereicht werden. Sehr bekannt ist die Garnelenpaste als Bestandteil des Sambal Belachan, einer würzigen Sauce aus geröstetem Belachan, zerkleinerten Chilischoten, gehacktem Knoblauch, etwas Schalottenpaste und Zucker. Die Garnelenpaste kann aber auch pur mit Reis gegessen werden. In Laos und Thailand wird es oft für Fisch- und Hühnergerichte sowie für Salate verwendet. Zu den bekanntesten Gerichten, die die thailändische Garnelenpaste "Kapi" verwenden, zählen „Khao Kluk Kapi“ (ein gebratenes Reisgericht mit diversen frischen Beilagen), "Nam Prik Kapi" (ein würziger Garnelenpaste-Dip), "Kaeng Som" (ein saurer Fisch-Curry) und "Pad Thai" (ein populäres gebratenes Nudelgericht).